# Адольф Франк (хімік)
А́дольф Франк (нім. Adolf Frank; 20 січня 1834, Клетце, Саксонія-Ангальт — 30 травня 1916, Берлін) — німецький вчений-хімік, винахідник, підприємець, фундатор калійної промисловості Німеччини.

## Біографічні дані
Син єврейського купця. Після отримання середньої освіти, вирішив стати фармацевтом і вступив до Берлінського університету (1855—1857). Після закінчення університету успішно склав іспит на фармацевта 1-го класу. У 1862 році отримав докторський ступінь в галузі хімії в університеті Геттінгена (тема дисертації стосувалась технологій виробництва цукору).
До цього, у 1858 році, працюючи на заводі з переробки цукрового буряка у Штасфурті, він отримав свій перший патент, на спосіб очищення бурякового соку за допомогою глини.
Основні дослідження проводив в області отримання та використання поташу як штучних добрив.
Після 1860 року поблизу Штасфурта й Леопольдшаля (тепер район Штрасфурта) заснував перше у Німеччині калійне підприємство, ставши піонером німецької калійної індустрії.
У 1861 році отримав патент на штучні добрива на базі хлориду калію. Крім цього, винайшов метод отримання брому з соляних шахт Штасфурта.
У співробітництві з професором Нікодемом Каро у 1895 розробив ціанамідний метод фіксації азоту шляхом спікання карбіду кальцію з карбоном в атмосфері азоту (реакція Франка-Каро) і запропонував конструкцію печей для виробництва ціанаміду кальцію (печі Франка-Каро). Розроблений метод став основою для виробництва азотних добрив.
Разом з Каро заснував компанію «Cyanidgesellschaft mbH» з виробництва ціанаміду та на його основі азотно-калійних добрив. Розробки і продукція підприємства Каро-Франка сприяли виробництву бойових газів, що використовувались німецькими військами під час Першої світової війни. Після закінчення війни їхнє підприємство перетворилось у крупне баварське хімічне підприємство «Bayerische Stickstoffwerke AG».

## Нагороди
У 1893 був Адольф Франк був нагороджений медаллю Джона Скотта. У 1907 нагороджений медаллю Лібіха від Товариства німецьких хіміків.